# Sint-Margarethakerk (Neigem)

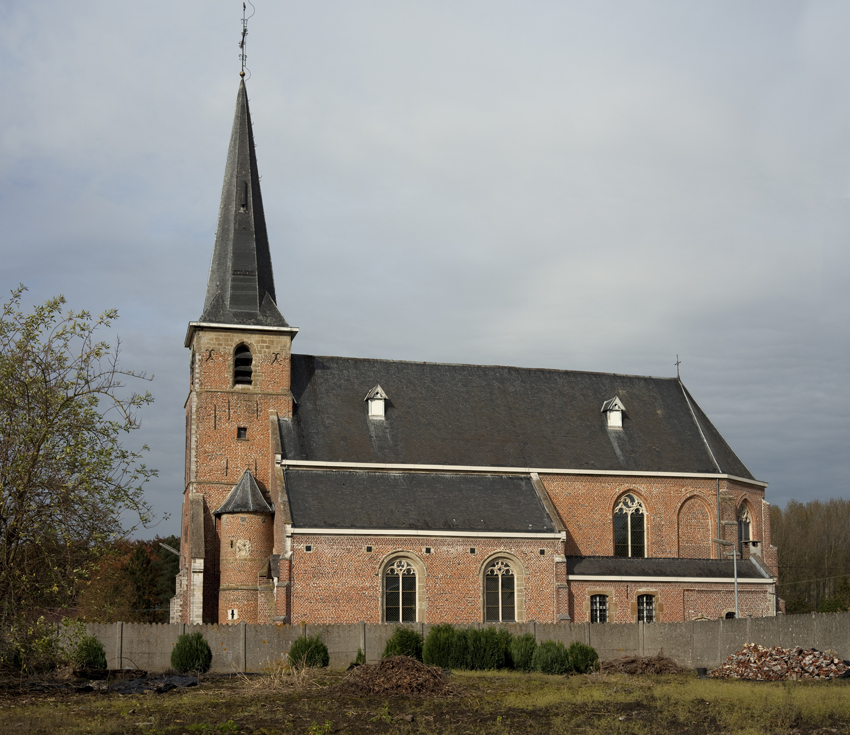
Sint-Margarethakerk

De Sint-Margarethakerk is een kerk in Neigem in de Belgische provincie Oost-Vlaanderen. De parochiekerk staat aan de Halsesteenweg 372.

## Geschiedenis
Aan de oorsprong van deze kerk ligt de slotkapel van de heren van Neigem welke in de 13e eeuw de functie van parochiekerk overnam van de Onze-Lieve-Vrouwekerk te Bevingen. Hieruit ontwikkelde zich een gotisch kerkgebouw waarvan delen uit 1564, zoals het traptorentje, nog aanwezig zijn evenals de middenbeuk en het koor. Vermoedelijk werden de zijbeuken in 1651 aangebouwd.
Einde 19e eeuw werd de kerk gerestaureerd onder leiding van Edmond Van de Vyvere.

## Gebouw
Het betreft een pseudobasilicale kerk met een voorgebouwde gotische toren, traptorentje, middenbeuk en driezijdig afgesloten koor. De zijbeuken zijn 17e-eeuws. Het geheel is gebouwd in baksteen met zandstenen hoekblokken. De kerk wordt betreden via een korfboogpoort.
De kerk wordt omringd door een kerkhof.

## Interieur
Het schip wordt overkluisd door een houten spitstongewelf. De kerk bezit kunstwerken en kerkmeubilair uit de 17e en 18e eeuw, mogelijk afkomstig van de Sint-Adriaansabdij te Geraardsbergen. Er zijn diverse 17e-eeuwse schilderijen, namelijk: Onze-Lieve-Vrouw met scapulier, Prelaat verleent bijstand aan zieken en gevangenen, Sint-Margaretha. Uit de 18e eeuw zijn schilderijen van Sint-Donatus en Koning David, de harp bespelend. Er is een verguld Sint-Margarethabeeldje uit de 18e eeuw.
De preekstoel is van 1641, lambrisering, koorgestoelte en biechtstoelen zijn eveneens 17e-eeuws. Het orgel is uit het eerste kwart van de 19e eeuw.